# Amber Lee Ettinger

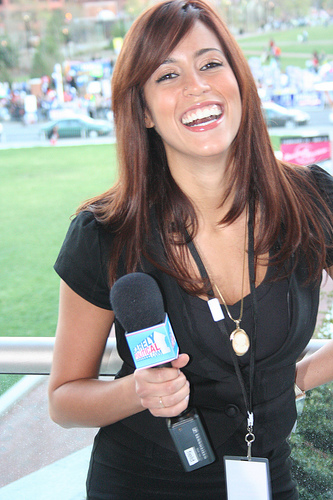
Amber Lee Ettinger (2008)

Amber Lee Ettinger (* 2. Oktober 1982 in Hazleton, Pennsylvania) ist eine US-amerikanische Schauspielerin und ein Model. Besondere Bekanntheit erreichte sie 2007 unter dem Namen Obama Girl in einer Serie von Online-Videos, in denen sie Barack Obama bei der US-Präsidentschaftswahl 2008 unterstützte.

## Werdegang
Ettinger ist deutsch-irischer Abstammung. Sie studierte am Fashion Institute of Technology in New York Kleidungs- und Modedesign mit dem Ziel, eine eigene Modelinie zu entwickeln. Im August 2003 wurde sie zur Miss New York City gekürt. Neben weiteren Modelwettbewerben war sie als Tänzerin in einem Musikvideo zu sehen. Außerdem arbeitet sie als Fotomodel und war Covergirl für Maxim und Playboy.
Im Jahr 2007 gelangte sie mit dem Song und Internetvideo I Got a Crush...On Obama zu nationaler und teilweise sogar internationaler Bekanntheit. Im Magazin People wurde sie unter den bedeutendsten Webvideos 2007 aufgeführt; ihr Video gehörte 2007 zu den meistgesehenen YouTube-Beiträgen.

## Filmografie
- 2004: Bikini Bandits 2: Golden Rod
- 2006: Wander (Kurzfilm)
- 2006: First Sight (Kurzfilm)
- 2007: Ron Paul Girl (Kurzvideo)
- 2008: Saturday Night Live (Fernsehserie, eine Folge)
- 2009: Stalker (Kurzfilm)
- 2011: Turbo Dates (Fernsehserie, eine Folge)
- 2011: The Boss 2: More Boss Than Ever (Kurzfilm)
- 2012: Glease (Fernsehfilm)
- 2014: Reality Relapse (Fernsehserie, eine Folge)
- 2014: An American in Hollywood